# ژان سه
ژان سه (فرانسوی: Jean Ces‎; ۵ سپتامبر ۱۹۰۶ – ۲۵ دسامبر ۱۹۶۹) بوکسور اهل فرانسه بود.